# Georges Mischo
Pour les articles homonymes, voir Mischo.
Georges Mischo, né le 18 septembre 1974 à Esch-sur-Alzette (Luxembourg), est un homme politique luxembourgeois, professeur de sports de formation et membre du Parti populaire chrétien-social (CSV).
De novembre 2017 à novembre 2023, il est le bourgmestre de la ville d'Esch-sur-Alzette.

## Biographie

### Carrière professionnelle
Georges Mischo est professeur de sport.

### Carrière politique
Georges Mischo est candidat aux élections communales du 9 octobre 2011 à Esch-sur-Alzette puis, à nouveau à celles du 8 octobre 2017 où il devient le premier bourgmestre de la ville élu sous l'étiquette du Parti populaire chrétien-social,.
À la suite des élections législatives du 14 octobre 2018, il fait son entrée au sein de la Chambre des députés pour la circonscription Sud où il représente le Parti populaire chrétien-social (CSV).
En 2025, lors du renouvellement du conseil d'administration de la Coque, une infrastructure sportive et culturelle majeure située à Luxembourg-Ville, Georges Mischo a fait l'objet de critiques pour avoir nommé des personnes issues de son entourage personnel, notamment François Knaff à la présidence et Anne Heintz à la vice-présidence. Bien que des accusations de favoritisme aient été formulées, Mischo a défendu ces nominations en les qualifiant de justifiées et fondées sur les compétences, soulignant l'importance d'une communication efficace entre la direction de la Coque et le ministère.

### Famille
Il est marié et a 2 enfants.